# Portret van Johanna de Geer met haar twee kinderen Cecilia en Laurens Trip als Caritas
Portret van Johanna de Geer met haar twee kinderen Cecilia en Laurens Trip als Caritas is een schilderij door de Noord-Nederlandse schilder Ferdinand Bol in de Koninklijke Nederlandse Akademie van Wetenschappen in Amsterdam.

## Voorstelling

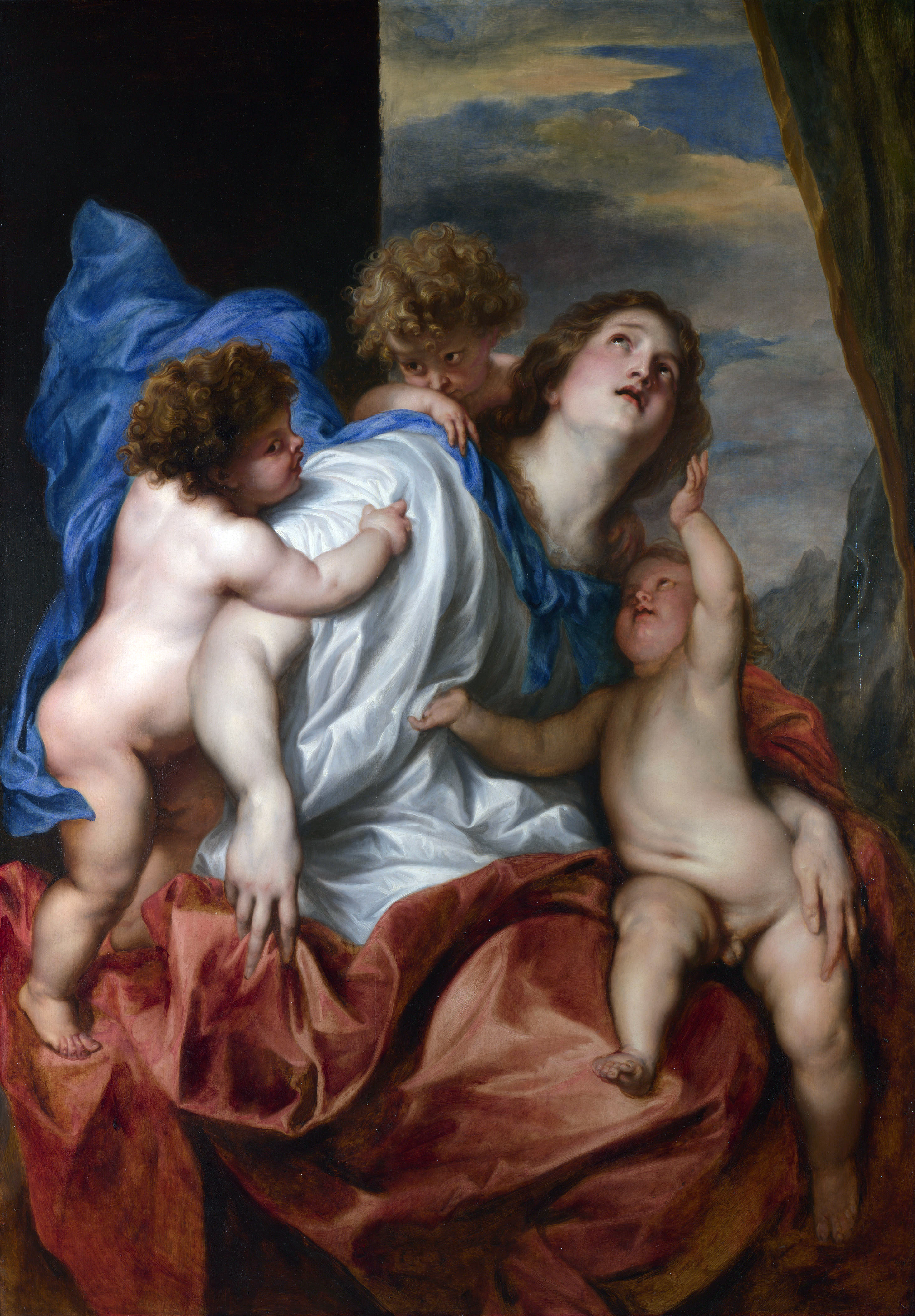
Anthony van Dyck. Caritas. 1627-1628. Londen, National Gallery.

Het stelt Joanna de Geer voor, de tweede echtgenote van de rijke koopman Hendrik Trip, die samen met zijn broer Louis het imposante Trippenhuis in Amsterdam liet bouwen. De twee kinderen op het schilderij zijn haar dochter Cecilia Trip (1660-1728) en haar zoon Laurens Trip (geboren 1662). De Geer liet zich afbeelden als zorgzame moeder. Vandaar dat het werk tegenwoordig gezien wordt als allegorie op Caritas (zorgzaamheid).
Het schilderij was oorspronkelijk bedoeld als schoorsteenstuk in het Trippenhuis. De geschilderde Ionische pilasters links en rechts sloten vroeger aan op de verdere gebeeldhouwde decoratie van deze schoorsteen.

## Toeschrijving en datering
Het schilderij is middenonder gesigneerd ‘fBol · fecit ·’ (Ferdinand Bol heeft [dit] gemaakt). Het is vermoedelijk rond 1664 ontstaan.

## Herkomst
Het werk bevond zich in de hoekkamer op de eerste verdieping van het noordelijke huis van het Trippenhuis. Het zuidelijke huis werd bewoond door Hendriks broer, Louis Trip. Van 1816 tot 1885 was het Rijksmuseum in het Trippenhuis gevestigd. In 1858 vond een verbouwing plaats waarbij de ‘grote zaal’ in tweeën werd gedeeld zodat De Nachtwacht en de Schuttersmaaltijd van Bartholomeus van der Helst tegenover elkaar geplaatst konden worden. Mogelijk werden toen twee schoorsteenstukken van Bol van hun oorspronkelijke plaats gehaald en toegevoegd aan de collectie van het Rijksmuseum. Het werk bevindt zich tegenwoordig weer in het Trippenhuis als bruikleen van het Rijksmuseum aan de Koninklijke Nederlandse Akademie van Wetenschappen.